# WWF Light Heavyweight Championship
Het WWF Light Heavyweight Championship was een professioneel worstelkampioenschap dat georganiseerd en geproduceerd werd door World Wrestling Federation. De titel was aangevochten door lichte heavygewichten op een maximaal gewicht van 97,5 kg (215 lb).

## Geschiedenis
De WWF Licht Heavyweight Championship werd voor het eerst geïntroduceerd in Mexico voor de Universal Wrestling Association. Deze werd uiteindelijk gemigreerd naar Japan, maar het is niet beschouwd als een officiële WWF titel. Pas na 1997, toen een toernooi plaatsvond in Verenigde Staten, werd dan beschouwd als een officiële WWF titel. Vóór het toernooi was de titel een deel van de J-Crown.
In 2001 werd de WWF Licht Heavyweight Championship gedeactiveerd door World Wrestling Federation.

## Titel geschiedenis
| #  | Datum            | Stad                         | Worstelaar     | Verliezer        |
| -- | ---------------- | ---------------------------- | -------------- | ---------------- |
| 1  | 7 december 1997  | Springfield (Massachusetts)  | Taka Michinoku | Brian Cristopher |
| 2  | 18 oktober 1998  | Chicago (Illinois)           | Christian      | Taka Michinoku   |
| 3  | 17 november 1998 | Columbus (Ohio)              | Gillber        | Christian        |
| 4  | 13 februari 2000 | Austin (Texas)               | Essa Rios      | Gillberg         |
| 5  | 13 maart 2000    | East Rutherford (New Jersey) | Dean Malenko   | Essa Rios        |
| 6  | 17 april 2000    | State College (Pennsylvania) | Scotty 2 Hotty | Dean Malenko     |
| 7  | 25 april 2000    | Charlotte (North Carolina)   | Dean malenko   | Scotty 2 Hotty   |
| 8  | 13 maart 2001    | Anaheim (Californië)         | Crash Holly    | Dean Malenko     |
| 9  | 29 april 2001    | Chicago (Illinois)           | Jerry Lynn     | Crash Holly      |
| 10 | 5 juni 2001      | Grand Forks (North Dakota)   | Jeff Hardy     | Jerry Lynn       |
| 11 | 25 juni 2001     | New York                     | X-Pac          | Jeff Hardy       |
| 12 | 6 augustus 2001  | Anaheim (Californië)         | Tajiri         | X-Pac            |
| 13 | 19 augustus 2001 | San Jose (Californië)        | X-Pac          | Tajiri           |